# Denkmalsbrunnen Bad Liebenwerda
Der Denkmalsbrunnen ist ein Baudenkmal und Wahrzeichen der südbrandenburgischen Kurstadt Bad Liebenwerda. Es befindet sich in unmittelbarer Nähe der spätgotischen Kirche St. Nikolai auf dem Marktplatz der Stadt gegenüber dem Rathaus.

## Das Denkmal als Michelbrunnen

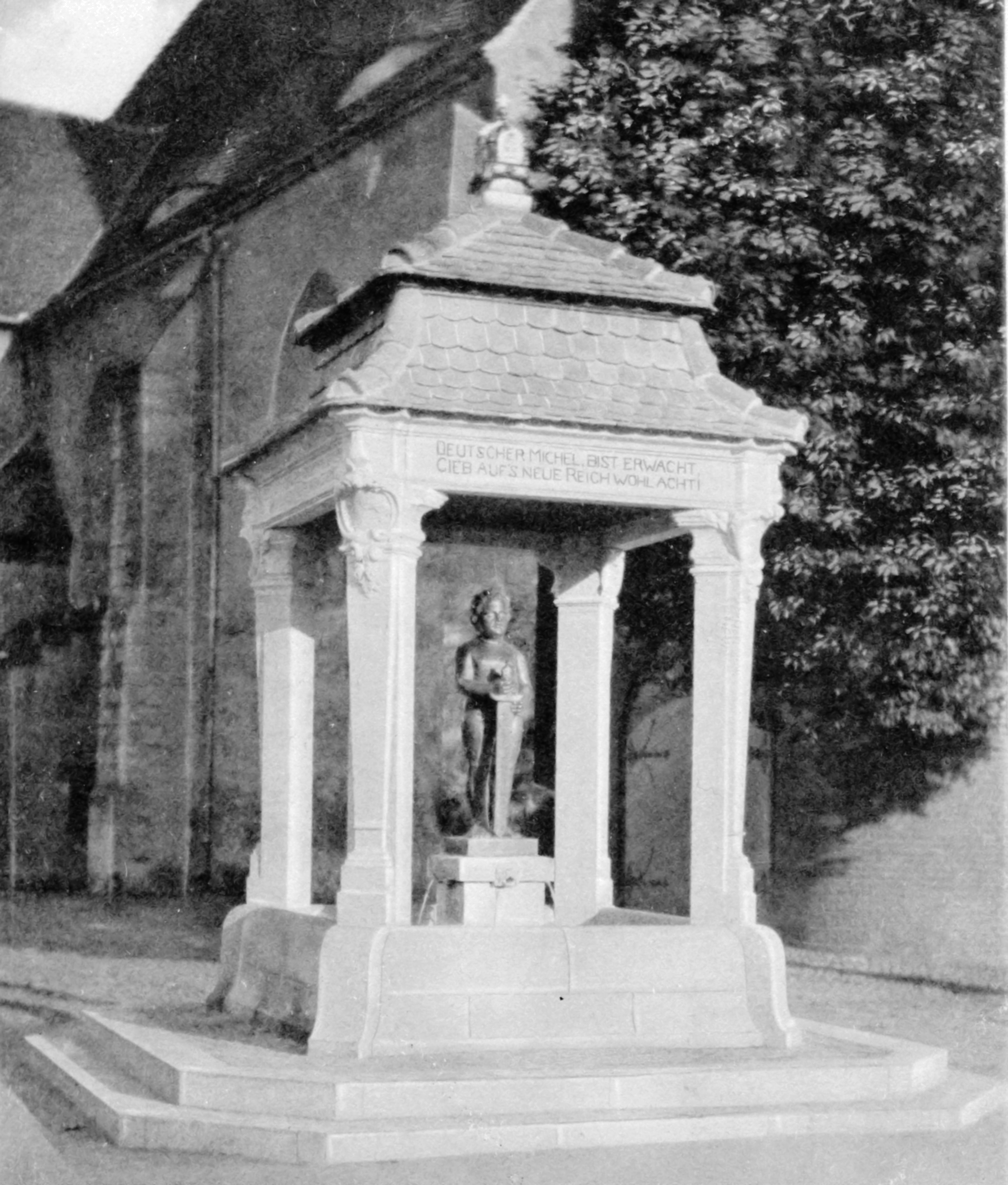
Michelbrunnen um 1911

1909 beauftragten der Liebenwerdaer Kriegerverein und Curt Ziehlke, Redakteur des Liebenwerdaer Kreisblattes, den Architekten Karl Jost mit dem Entwurf einer Brunnenfigur. Man wollte ein Denkmal, das in seiner Form von den in dieser Zeit üblichen Gedenkstätten für Kriegstote abwich. Der Bildhauer Loew aus Elberfeld modellierte die Bronzefigur eines 1,35 Meter großen „Deutschen Michels“ in Form eines frischen, lebenskräftigen, stämmigen jungen Mannes der sich auf sein Schwert stützt und dem man ansehen sollte, „daß er es vermag, auf eigenen Füßen zu stehen.“ Sie sollte den neuen Deutschen Michel darstellen, „dem die viehlgeschmähte Schlafmützigkeit des alten Michels völlig fremd ist.“ Gegossen wurde sie in der Bronzegießerei der Lauchhammer AG. Der Dresdner Bildhauer G. R. König übernahm die Bildhauerarbeiten. Die Kalksteinlieferungen, sowie die Steinmetzarbeiten am mit einem Mansarddach ausgeführten Brunnenhaus leistete die Firma J. Röder aus Randersacker bei Würzburg. Ein Wasserspiel wurde an den vier Seiten bis zur Höhe des Sockels geführt und Ornamente an den oberen Abschlüssen der Pfeiler stellten die verbündeten Armeen von Preußen, Bayern, Sachsen und Württemberg im Kampf gegen Napoléon III. in Form von Soldatenhelmen dar. Die Dachspitze des Denkmals wurde als kupferne Kaiserkrone ausgeführt. Das Bauwerk hatte eine Höhe von 5,25 m und der äußerste Abstand der untersten Stufen betrug 4,5 m.
Die Gesamtkosten beliefen sich laut der Grundsteinurkunde auf 5.300 Mark, die sich aus dem Denkmalfonds des Kriegervereins, einer zu diesem Zweck durchgeführten Sammlung in der Stadt und weiteren Spenden finanziert wurden. Anlässlich einer Feier zum 40. Jahrestag der Schlacht bei Sedan wurde der Denkmalsbrunnen am 28. August 1910 der Stadt als Schenkung vom Kriegerverein übergeben – mit der Verpflichtung, für Wasserlauf und Unterhalt zu sorgen.
Ursprünglich befanden sich umlaufend folgende Inschriften auf den vier Seiten des Denkmals:
| Deutscher Michel, bist erwacht, Gieb auf’s neue Reich wohl acht!             |
| 2. September 1870 2. September 1910                                          |
| Wir Deutschen fürchten Gott, sonst nichts auf der Welt.                      |
| Der Stadt Liebenwerda vom Kriegerverein Ihren Bürgern und Freunden gewidmet. |

Im Verlauf des Zweiten Weltkrieges wurde die Figur 1943 abgenommen und zu Kriegszwecken eingeschmolzen.

## Barbarabrunnen

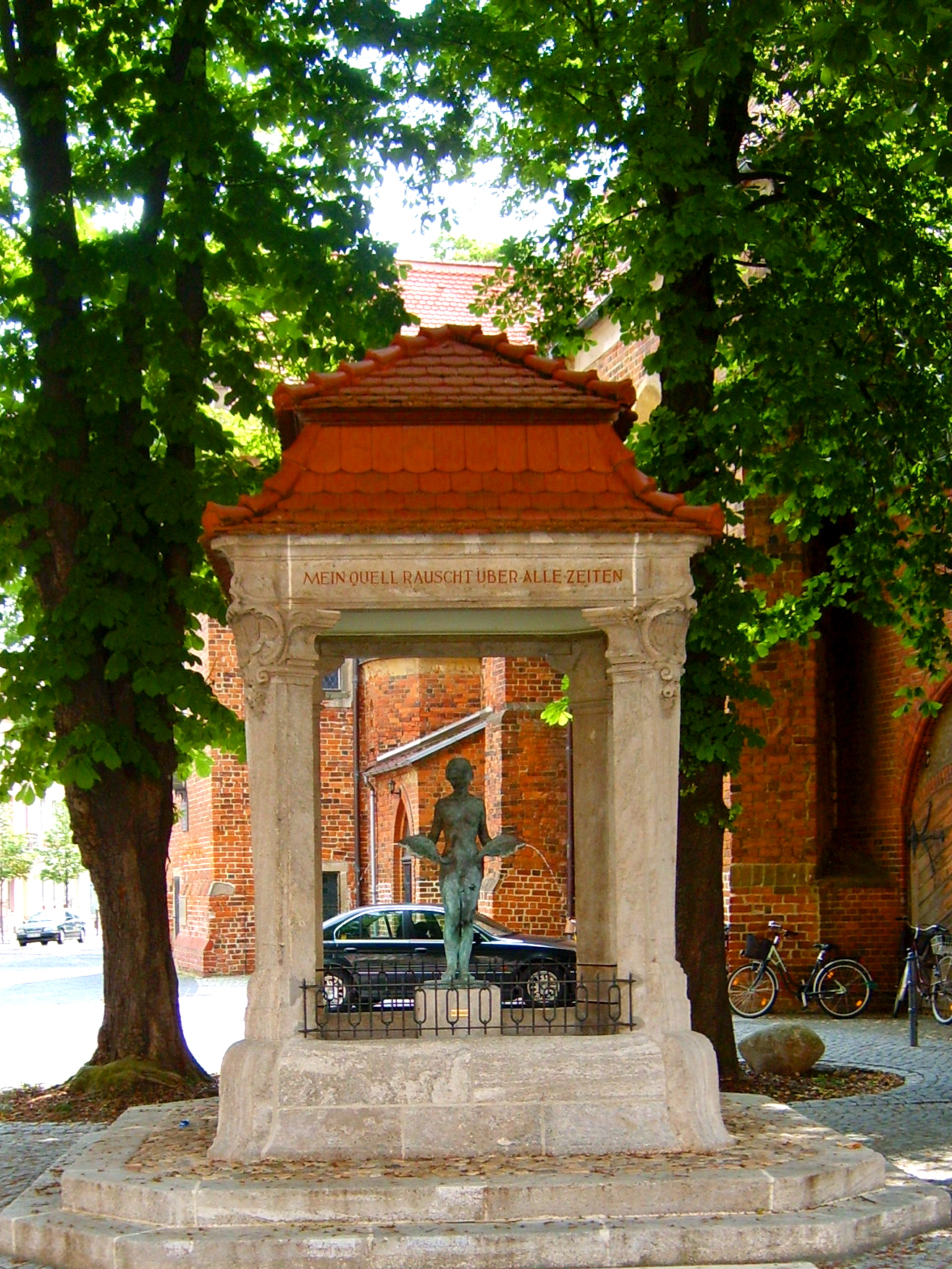
Barbarabrunnen

Nach dem Entfernen der Bronzefigur blieb der Sockel des Denkmals zwölf Jahre lang leer, und der Brunnen war dem Verfall preisgegeben. 1955 nahm sich der Museumsleiter M. Karl Fitzkow des Bauwerks an und konnte notwendige Instandsetzungen und Umbauarbeiten durchsetzen. Die Idee war es, den alten Michelbrunnen in ein Friedensdenkmal umzuwidmen. Anstelle der Soldatenhelme an den vier Säulen sollten Zeichen der Erwerbszweige abgebildet werden, die für die Stadtgeschichte von besonderer Bedeutung waren:
Eine Sichel mit Ähren stellt die Ackerbürger der Stadt dar. Die Waage steht für die Märkte, die für die Entwicklung der Stadt so wichtig waren. Handwerkszeichen stehen für das Handwerk. Zahnrad und Tanne symbolisieren die städtische Industrie, sowie die hier beheimateten Baumschulen.
Den Bemühungen Fitzkows ist es zu verdanken, dass für den Brunnen eine neue Plastik in Auftrag gegeben werden konnte.
1956 wurde eine Bronzefigur der Bildhauerin Dorothea von Philipsborn eingesetzt, die in der Dresdner Erzgießerei Pirner & Franz gegossen wurde. Die 1,20 m große und 56 kg schwere Figur stellt das Hirtenmädchen Barbara dar, das mit verträumten Blick auf das Wasser schaut, welches aus den beiden Fischen, die sie waagerecht in ihren Händen hält in das Brunnenbecken rinnt.
Im oberen Teil des Brunnens befindet sich umlaufend folgende Inschrift:
| Mein Quell rauscht über alle Zeiten, ich sah die Stadt in Glück und Not, was sich die Menschen selbst bereiten, das ernten sie – Sturm oder Brot. |

Die Kosten für diese Umgestaltung betrugen 5.154,46 DM, welche durch den Rat des Bezirkes Cottbus mit getragen wurden.
Im Zuge der Marktplatzumgestaltung 2007 wurde der Brunnen umfassend saniert. Dabei wurde er komplett abgestrahlt und gereinigt. Er bekam ein neues Wasserkreislauf-System. Das Fundament wurde teilweise erneuert und Schäden am Dach repariert. Innen bekam das Denkmal eine neue Abdichtung. Außerdem wurde der Zaun verzinkt, sandgestrahlt und pulverbeschichtet.